# Ranchería los Silvas
Ranchería los Silvas är en ort i Mexiko.   Den ligger i kommunen Tecamachalco och delstaten Puebla, i den sydöstra delen av landet, 160 km öster om huvudstaden Mexico City. Ranchería los Silvas ligger 1 984 meter över havet och antalet invånare är 173.
Terrängen runt Ranchería los Silvas är platt åt nordväst, men åt sydost är den kuperad. Runt Ranchería los Silvas är det ganska tätbefolkat, med 60 invånare per kvadratkilometer. Närmaste större samhälle är Tecamachalco, 5,8 km nordost om Ranchería los Silvas. Trakten runt Ranchería los Silvas består i huvudsak av gräsmarker.